# Oscarsgalan 1932

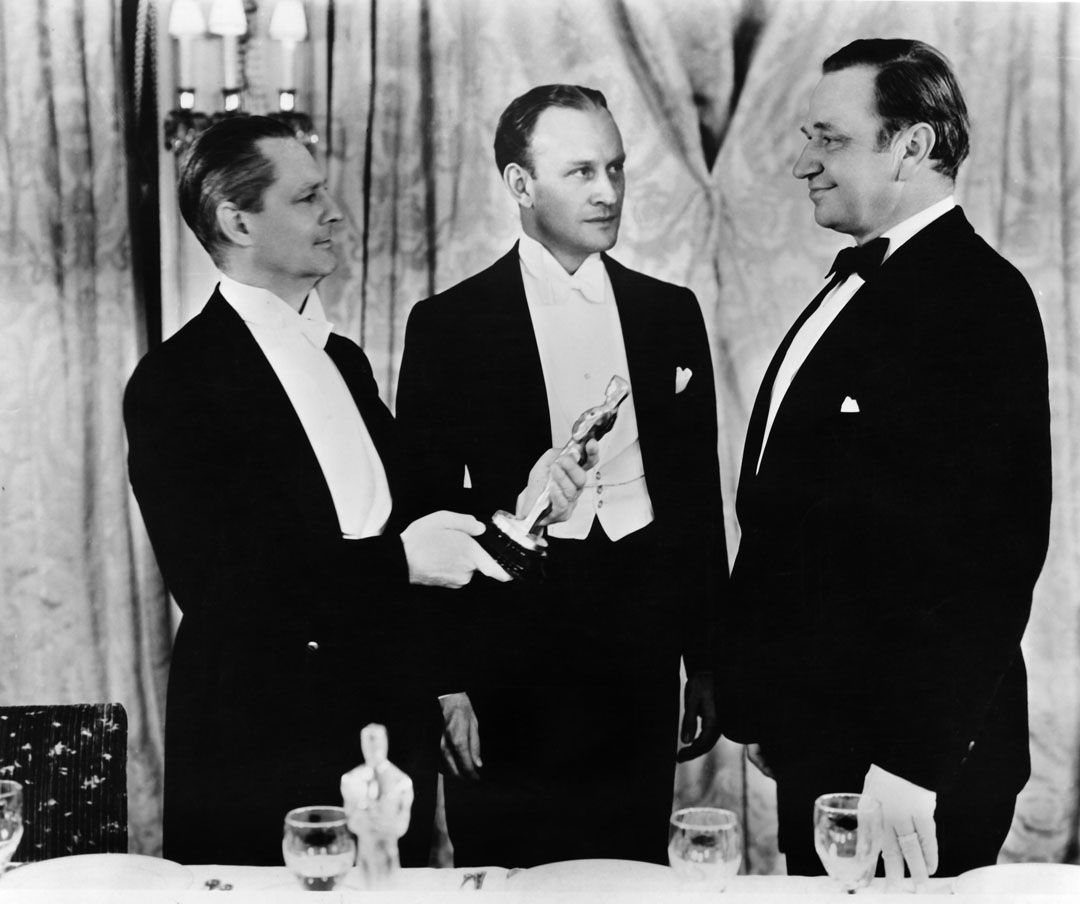

Oscarsgalan 1932 som hölls 18 november 1932 var den 5:e upplagan av Oscarsgalan där det prestigefyllda amerikanska filmpriset Oscar delades ut till filmer som kom ut mellan 1 augusti 1931 och 31 juli 1932 i Los Angeles.

## Vinnare och nominerade
Vinnarna listas i fetstil.
| Enastående produktion | Bästa regi |
| --- | --- |
| - Grand Hotel (MGM) - Arrowsmith (Samuel Goldwyn) - En dålig flicka? (Fox) - En hjälte (MGM) - Five Star Final (First National) - En timme med dig (Paramount Publix) - Shanghaiexpressen (Paramount Publix) - Leende löjtnanten (Paramount Publix) | - Frank Borzage – En dålig flicka? - King Vidor – En hjälte - Josef von Sternberg – Shanghaiexpressen                           |
| Bästa manliga huvudroll | Bästa kvinnliga huvudroll |
| - Fredric March – Dr. Jekyll och Mr. Hyde - Wallace Beery – En hjälte - Alfred Lunt – Gardeskaptenen | - Helen Hayes – Hennes synd - Marie Dressler – Emma - Lynn Fontanne – Gardeskaptenen                                            |
| Bästa berättelse | Bästa manus efter förlaga |
| - En hjälte – Frances Marion - Hårda viljor – Grover Jones och William Slavens McNutt - Barnarovet – Lucien Hubbard - What Price Hollywood? – Adela Rogers St. Johns och Jane Murfin                                                                | - En dålig flicka? – Edwin J. Burke - Arrowsmith – Sidney Howard - Dr. Jekyll och Mr. Hyde – Percy Heath och Samuel Hoffenstein |
| Bästa scenografi | Bästa foto |
| - Transatlantic-mysteriet – Gordon Wiles - Två lyckliga hjärtan – Lazare Meerson - Arrowsmith – Richard Day | - Shanghaiexpressen – Lee Garmes - Arrowsmith – Ray June - Dr. Jekyll och Mr. Hyde – Karl Struss                                |
| Bästa ljudinspelning | Bästa animerade kortfilm |
| - Paramount Publix Studio Sound Department - MGM Studio Sound Department - RKO Radio Studio Sound Department - Walt Disney - Warner Bros.-First National Studio Sound Department                                                                    | - Morgonstämning – Walt Disney - It's Got Me Again! – Leon Schlesinger - Musse Pigg har kalas – Walt Disney                     |
| Bästa kortfilm (Komedi) | Bästa kortfilm (Nymodighet) |
| - Pianoexpressen – Hal Roach - The Loud Mouth – Mack Sennett - Scratch-As-Catch-Can (RKO Radio) - Stout Hearts and Willing Hands (RKO Radio) | - Wrestling Swordfish – Mack Sennett - Screen Souvenirs (Paramount Publix) - Swing High (Metro-Goldwyn-Mayer)                   |

### Hedersoscar
- Walt Disney, för skapandet av Musse Pigg.

### Filmer med flera nomineringar
- 4 nomineringar: Arrowsmith, En hjälte
- 3 nomineringar: En dålig flicka?, Shanghaiexpressen, Dr. Jekyll och Mr. Hyde
- 2 nomineringar: Gardeskaptenen

### Filmer med flera priser
- 2 priser: En dålig flicka? och En hjälte

## Delat pris
Fredric March och Wallace Beery delade på priset för Bästa manliga huvudroll; det är enda gången som det priset har delats mellan två vinnare. Orsaken var, att March hade fått en enda röst mer än Beery, och då marginalen mellan dem var så liten ansågs det som mest rättvist att de fick varsin Oscar.